# Rojo (pel·lícula de 2018)
Rojo és una pel·lícula argentina dramàtica-històrica i de thriller de 2018 escrita i dirigida per Benjamín Naishtat i protagonitzada per Darío Grandinetti i Andrea Frigerio. Va ser seleccionada per a participar en la 66a edició del Festival Internacional de Cinema de Sant Sebastià en la secció oficial.

## Sinopsi
La història està ambientada en un poble d'una província central de l'Argentina, en un marc temporal a partir de setembre de 1975, durant el ple apogeu de l'organització terrorista-parapolicial Triple A, i amb el Cop d'estat en embrió. Claudio Morán (Darío Grandinetti), popularment nomenat com “el doctor”, és un advocat respectat dins de la comunitat pobletana, casat amb una dona distingida (Andrea Frigerio) i pare d'una adolescent, Paula (Laura Grandinetti, filla també en la vida real de D. Grandinetti), que està en plena iniciació sexual amb el seu nuvi Santi (Rafael Federman). A partir d'aquest quartet de personatges principals es construeix la història on hi haurà intrigues de poder, una mort misteriosa, venjances per ofenses antigues i també una quota de participació dels organismes repressius de l'Estat.

## Repartiment
- Darío Grandinetti com Claudio/El abogado/"El doctor"
- Andrea Frigerio com Susana
- Alfredo Castro com Detectiu Sinclair
- Diego Cremonesi com Home estrany/Dieguito/"El hippie"
- Laura Grandinetti com Paula
- Susana Pampin com Professora de Música
- Rudy Chernicoff com Mago
- Claudio Martinez Bel com Vivas
- Mara Bestelli com Mabel
- Rafael Federman com Santiago

## Crítiques
| «                                        | "El tercer llargmetratge i més accessible del director Benjamin Naishtat fins ara (...) "[Pot] ajudar a consolidar la seva reputació com una nova veu emocionant al cinema argentí". | » |
| — Boyd van Hoeij: The Hollywood Reporter | |   |

| «                        | "Un examen extremadament provocador de l'eclipsi moral temporal que es converteix en un apocalipsi moral permanent, en un vòrtex de trastorn social en què els homes respectables es corrompen. | » |
| — Jessica Kiang, Variety | |   |

## Premis i nominacions
| Data d'Esdeveniment       | Categoria                    | Nominats          | Resultat          |           |       |
| ------------------------- | ---------------------------- | ----------------- | ----------------- | --------- | ----- |
| Festival de Sant Sebastià | 21 al 29 de setembre de 2018 | Millor direcció   | Benjamín Naishtat | Guanyador | [ 5 ] |
| Festival de Sant Sebastià | 21 al 29 de setembre de 2018 | Millor actor      | Darío Grandinetti | Guanyador | [ 5 ] |
| Festival de Sant Sebastià | 21 al 29 de setembre de 2018 | Millor fotografia | Pedro Sotero      | Guanyador | [ 5 ] |